# Lucky Cement
Lucky Cement Limited ist der größte pakistanische Hersteller von Zement mit Hauptsitz in Karatschi.
Das Unternehmen gehört zur YB Group (Yunus Brothers Group) und betreibt zwei Fabriken zur Herstellung von Zement, eine in Khyber Pakhtunkhwa und eine in der Nähe von Karatschi. Seit 1993 ist Lucky Cement an den Börsen von Karatschi – hier in den Aktienindexen KSE-30 und KSE-100 vertreten, Lahore und Islamabad gelistet.